# ناحیه وینفیلد، شهرستان دوپیج، ایلینوی
ناحیه وینفیلد (به انگلیسی: Winfield Township) یک منطقهٔ مسکونی در ایالات متحده آمریکا است که در شهرستان دوپیج، ایلینوی واقع شده‌است. ناحیه وینفیلد ۲۱۶ متر بالاتر از سطح دریا واقع شده‌است.